# Ridderen af Randers Bro
Ridderen af Randers Bro er en dansk stum romantisk dramafilm fra 1908 produceret af Nordisk Films Kompagni og instrueret af Viggo Larsen.
Filmen er en fri digtning over begivenhederne under den kongeløse tid, hvor Niels Ebbesen slog Den Kullede Greve ihjel. 

## Handling
Væbneren Svend Trøst har stævnemøde med jomfru Ellen, men mødet bliver afbrudt, da Den kullede greve med sine mænd kommer forbi. Svend og Ellen forsøger at gemme sig, men Ellen opdages og tages til fange. Greven beordrer hende indsat i fangetårnet. Svend forsøger forgæves at redde hende, men greven, slår ham næsten ihjel. Det lykkes ham dog at slippe væk. Ellens far Svend (Ebbesen) tag med Svend og sine mænd mod Grevens slot, og slår ham ihjel og flygter efter drabet over Randers Bro over Gudenåen. 
Svend og Ellen bliver gift på Niels' borg.

## Medvirkende
- Viggo Larsen
- Gustav Lund
- Robert Storm Petersen
- Holger-Madsen